# Церковь Покрова Пресвятой Богородицы (Покровское, Волоколамский район)
Церковь Покрова Пресвятой Богородицы — православный храм Волоколамского благочиния Московской епархии Русской православной церкви. Расположен в селе Покровском сельского поселения Теряевское Волоколамского района Московской области, в 4 км к востоку от Иосифо-Волоцкого монастыря.

## История
Пречистыя Богородицы Иосифова монастыря вотчина село Покровское на речке на Локнаше, а в селе церковь Покрова Пресвятыя Богородицы древян клетцки, а в церкви Божии милосердие образы, и свечи, и книги, и ризы, и колокола, и всякое церковное строенье мирское-приходных людей; у церкви во дворе поп Клим Васильев, во дворе дьячек Микитка Васильев, да две кельи, а в них живут старицы, питаются от церкви Божии; пашни церковныя паханыя худыя земли четверть с осьминою, да лесом поросло 11 четвертей в поле, а в дву потому ж, сена 10 копен.— писцовые книги 1625—1626 годов Рузского уезда, Сестринского стана

…перед старостою поповским Успенским попом Филиппом Борисовым Рузския десятины вотчины Иосифова монастыря села Покровскаго церкви Покрова Пресвятыя Богородицы поп Иван Федотов да дьякон Михаил Семионов сказали посвященству: в том селе Покровском построена была церковь Покрова Богородицы издревле, а в котором году и при котором патриархе, того им попу и диакону сказать не почем, для того, что та церковь волею Божию от молнии сгорела, а на то погорелое место построена вновь церковь Покрова же Пресвятыя Богородицы и освящена в прошлом 711 году, по благословению преосвященнаго Стефана митрополита рязанскаго и муромскаго…— Патр. прик. вязка 449, № дела 825, л. 35 об.
Построена в 1792 году в духе провинциального зодчества на средства прихожан при помощи Н. И. Арцыбашева. Представляет собой двусветный пятиглавый четверик, главный престол — Покровский, боковые приделы — Никольский и Димитрия Ростовского. В 1851 году приделы были расширены и построена трапезная.
Закрыта в 1963 году, в конце 1990-х вновь передана верующим.

## Духовенство
- Современный настоятель храма — отец Валерий Былба[3]